# Martynia annua
Martynia annua L., 1953, è una pianta appartenente alla famiglia delle Martyniaceae. È originaria del Nuovo Mondo e oggi la si può trovare come specie introdotta nei paesi tropicali di tutto il mondo.

## Descrizione

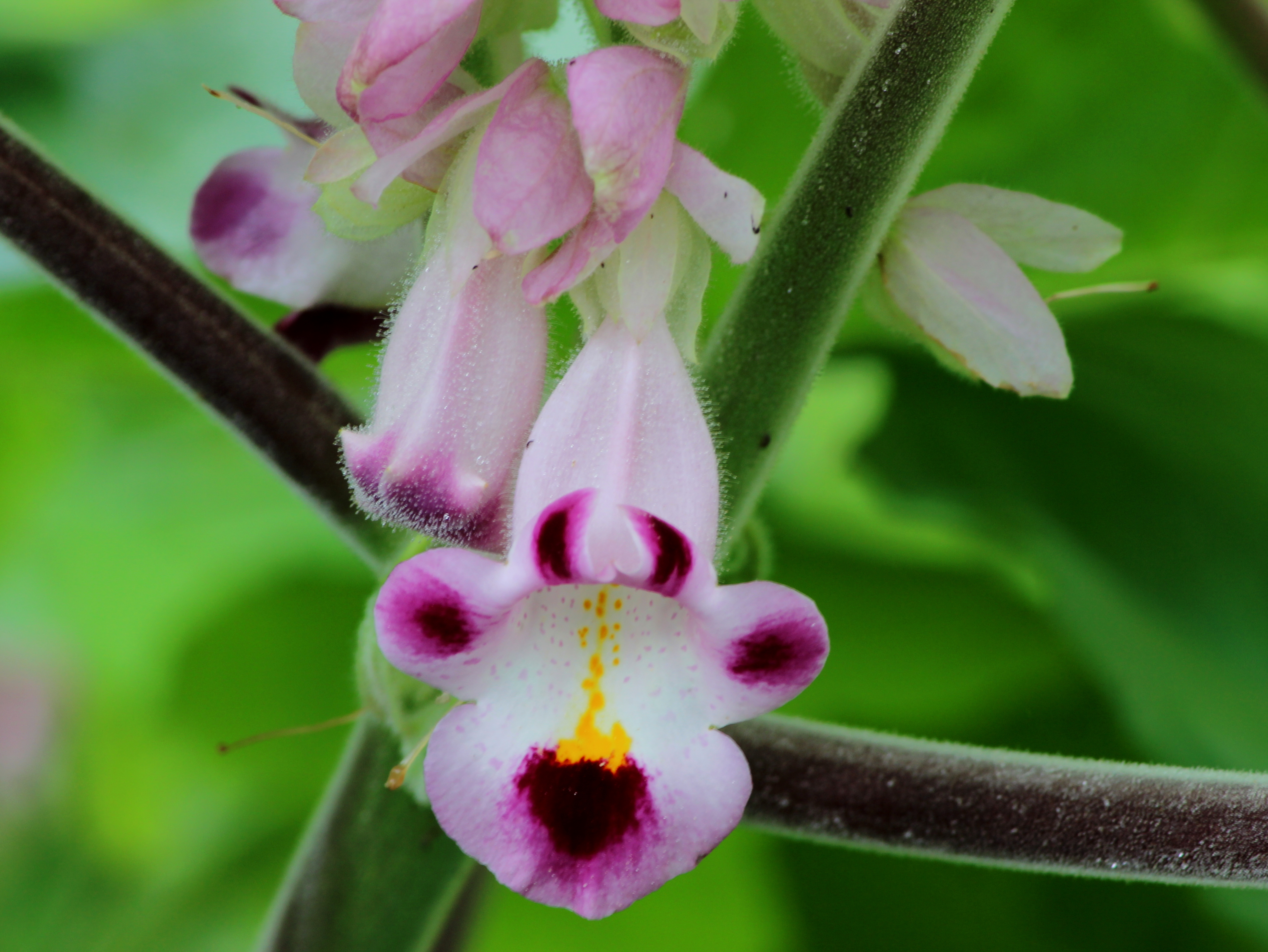
Fiore di M. annua

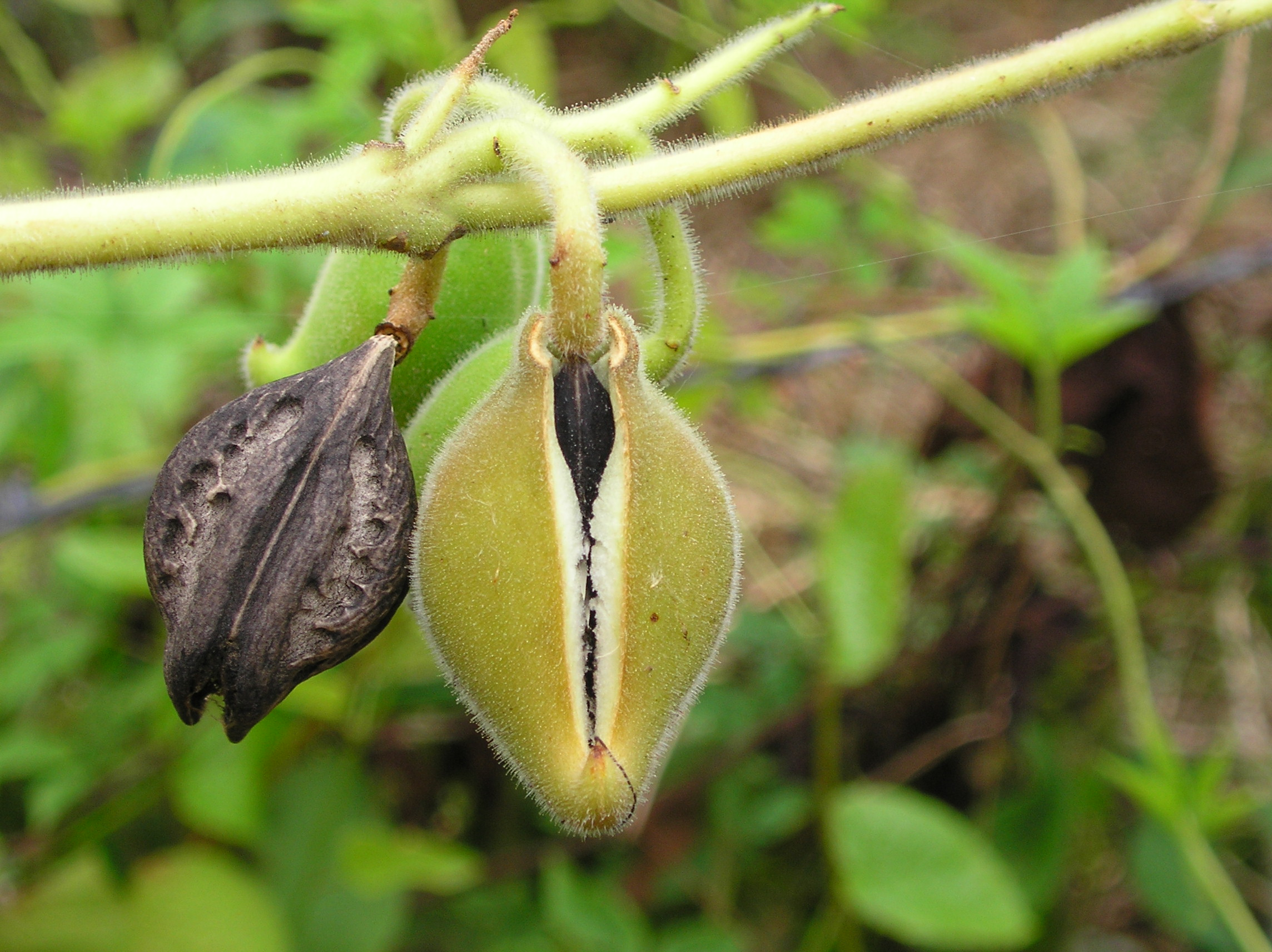
Frutti di M. annua

M. annua è una pianta annuale che nasce da spesse radici e può crescere fino a 1 m di altezza o più. I germogli carnosi e verdastri diventano leggermente legnosi con l'età.
Le foglie compaiono su steli lunghi fino a 25 cm. Le foglie ovoidali, triangolari o cuoriformi misurano fino a 25 cm di lunghezza e fino a 30 cm di larghezza. I margini delle foglie sono leggermente lobati o seghettati. La punta della foglia è appuntita o arrotondata. Le foglie  gli steli e i fiori sono pelosi e appiccicosi.
I fiori stretti, a forma di campana e a cinque petali, compaiono numerosi (fino a 20) per infiorescenza in racemi sciolti; l'infiorescenza diventa lunga quanto le foglie. Sono presenti le brattee. I fiori peduncolati misurano 4–6 cm di lunghezza e emanano un odore sgradevole. La corolla esterna pelosa è di colore bianco-rosa pallido e presenta due labbra. La parte ristretta dei fiori sporge sopra i sepali, il tubo floreale stesso è bulboso o a forma di campana. La gola del fiore è decorata con macchie gialle, arancioni o viola. I petali sono più o meno distanti tra loro e ciascuno presenta una macchia viola. Il periodo di fioritura inizia a giugno e dura fino a novembre, con il picco in agosto.

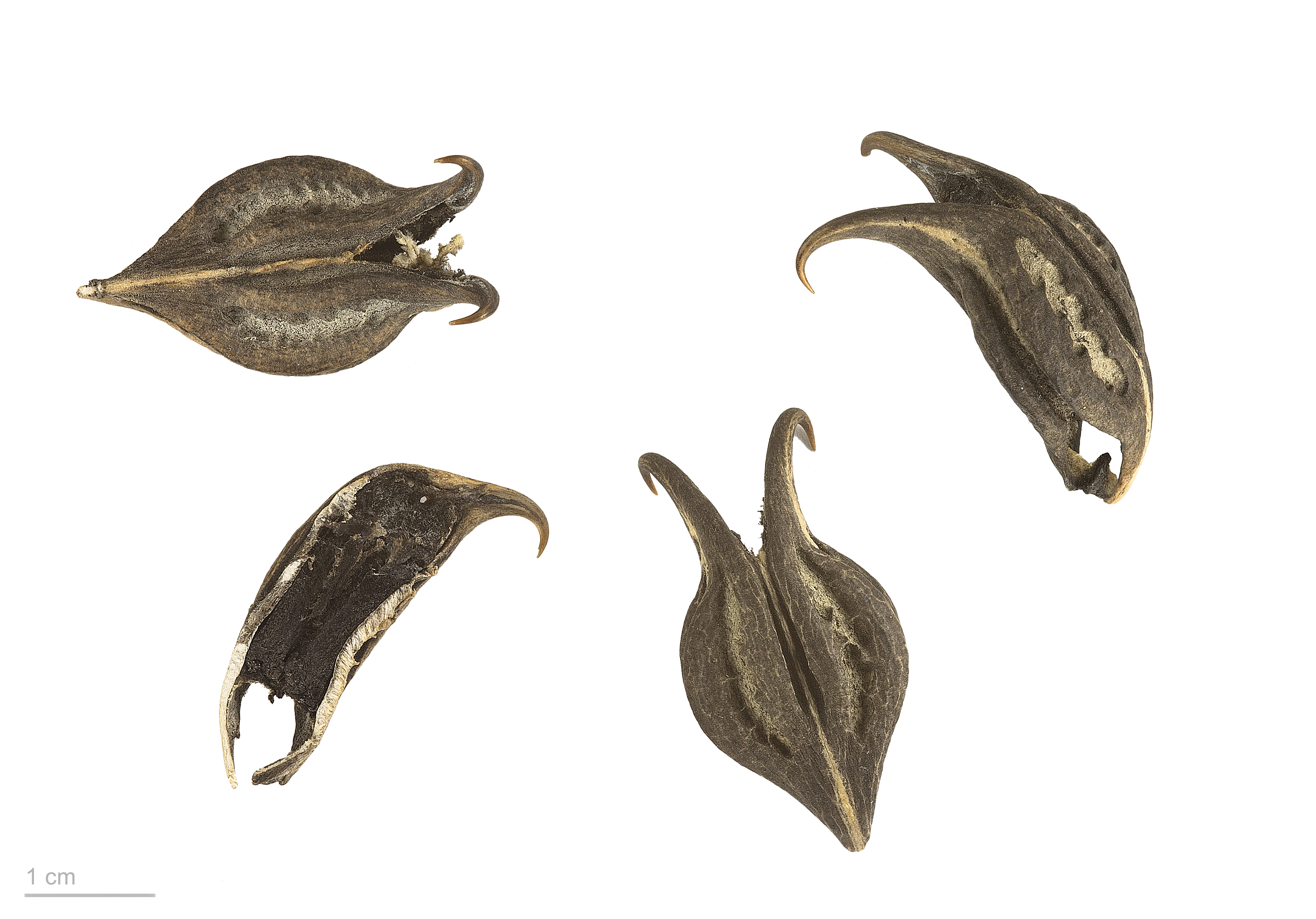
Capsule legnose di M. annua

I frutti dalla peluria fine, sono di colore da brunastro a giallo-verdastro quando maturi, e di forma ovoidale o ellittica, depressi sul dorso e sul ventre. Il mesocarpo e l'esocarpo sono decidui mentre l'endocarpo marrone scuro, legnoso, costolato e scolpito è lungo 25– 40 mm e spaccato. Le corte corna della capsula sono lunghe circa 1 cm. Per capsula si formano 2–4 semi lunghi circa 2 cm con un guscio cartaceo.

## Distribuzione e habitat
Martynia annua è originaria del Messico e dell'America centrale, ed è particolarmente diffusa in Belize, Costa Rica, El Salvador, Guatemala, Honduras e Nicaragua. È presente anche nelle isole delle Indie Occidentali, come Cuba, Porto Rico, Giamaica e Repubblica Dominicana. La specie è stata ormai naturalizzata nelle regioni tropicali del Vecchio Mondo, tra cui Ghana, India, Sri Lanka e Thailandia. La specie è stata introdotta anche in Australia e Nuova Caledonia, così come in Pakistan e Nigeria.

## Usi
Martynia annua, come altri generi della famiglia delle Martyniaceae, è stata utilizzata in vari modi da diversi popoli indigeni nella sua patria d'origine fin dall'antichità ed è quindi ampiamente coltivata: come pianta puramente ornamentale e aromatica, come pianta orticola, per scopi medicinali e per il controllo dei parassiti. In Messico, America centrale e Guatemala, l'ampia utilizzazione della Martynia annua si riflette nella varietà di nomi comuni. Quasi ovunque la pianta viene piantata tra le coltivazioni di pomodori e peperoncini per catturare parassiti come afidi e mosche bianche. In Messico, le foglie appiccicose vengono utilizzate per rimuovere i pidocchi pollini dal pollame e dai piccioni. In Messico e nell'America Centrale la pianta viene chiamata xchukch-ikil ("pescatore di pulci polline") in lingua maya. In Messico, le foglie fresche vengono essiccate e trasformate in tisane per curare i reumatismi, oppure applicate sulla pelle irritata e/o ustionata. Quando i frutti sono ancora giovani e morbidi, vengono messi sott'aceto come i cetriolini e poi consumati. Pendenti e gioielli essiccati vengono realizzati con i frutti secchi, duri e cavi. I semi vengono tostati e usati come cibo per gli uccelli oppure per produrre olio da cucina.Martynia annua è coltivata fin dal XVII secolo anche in Europa. I suoi bei fiori la resero popolare come pianta ornamentale e così si diffuse rapidamente in diverse regioni del mondo, dove sfuggì alle colture orticole locali per entrare a far parte della flora locale come specie introdotta.